# Prometheus: The Discipline of Fire & Demise
Prometheus: The Discipline of Fire & Demise är det fjärde fullängds studioalbumet av det norska black metalbandet Emperor, utgivet 2001 av skivbolaget Candlelight Records. Den fortsätter på den tidigare (med skivan IX Equilibrium) inslagna vägen med djupare texter (är baserad på ett koncept kring jätten Prometheus och hans trots mot de gammalgrekiska gudarna) och mer orkestrering. De drivande medlemmarna Samoth och Ihsahn beslutade sig för att lägga ner bandet därefter, men återförenades 2013, splittrades åter 2014, men återförenades 2016.

## Låtlista
1. "The Eruption" – 6:28
2. "Depraved" – 6:33
3. "Empty" –  4:16
4. "The Prophet" – 5:41
5. "The Tongue of Fire" – 7:10
6. "In the Wordless Chamber" – 5:13
7. "Grey" – 5:05
8. "He Who Sought the Fire" – 5:29
9. "Thorns on My Grave" – 5:56

- Text & musik: Ihsahn

## Medverkande
Musiker (Emperor-medlemmar)
- Ihsahn (Vegard Sverre Tveitan) – sång, gitarr, keyboard, basgitarr, programmering
- Samoth (Tomas Haugen) – rytmgitarr
- Trym Torson (Kai Johnny Solheim Mosaker aka Trym) – trummor, percussion

Produktion
- Ihsahn – producent
- Thorbjørn Akkerhaugen – ljudtekniker, ljudmix
- The Emerors (Emperor) – ljudmix, mastering
- Tom Kvålsvoll – mastering
- Johan Hammarman – omslagsdesign, omslagskonst, foto
- Christophe Szpajdel – logo